# 雅典农业大学

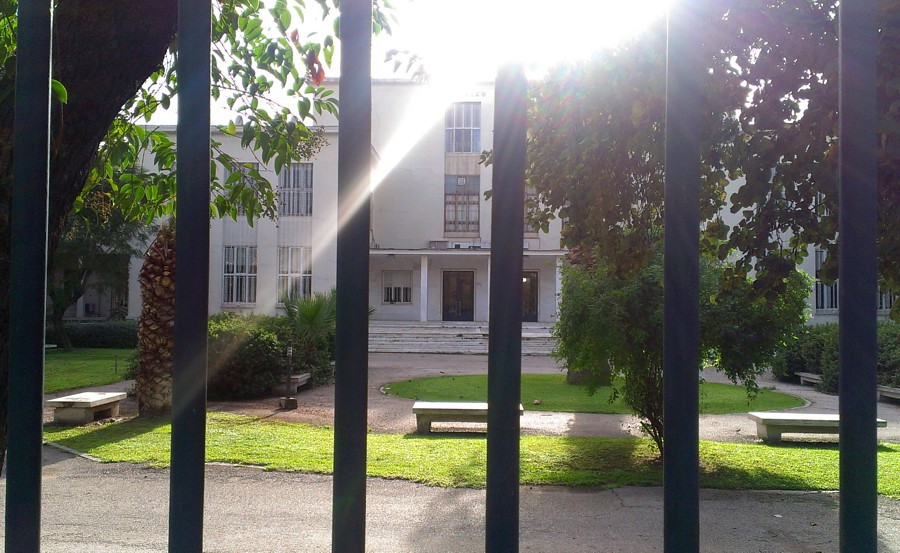

雅典农业大学(希腊语: Γεωπονικό Πανεπιστήμιο Αθηνών)，为希腊雅典市的一所公立大学。该大学创办于1920年，以农业科学为主要特色。学校占地面积250,000 m²。

## 历史
雅典农业大学设有7个学部，
- 农业和农村经济发展学部
  - 动物科学和水产养殖学部
- 农业生物技术学部
- 食品科学与技术学部
- 自然资源开发与农业工程学部
- 作物科学部
- 基础部